# Alberto Bazzarini
Alberto Bazzarini (Roma, 21 marzo 1940 – Arezzo, 18 marzo 2022) è stato un calciatore e allenatore di calcio italiano, di ruolo centrocampista.

## Carriera

### Giocatore
Ha giocato in Serie B con le maglie di Trani (48 presenze e 2 gol) ed Arezzo (4 presenze ed un gol). Ha inoltre vestito le maglie di Avellino, Jesi e Viterbese in Serie C e Sora in Serie D, ed ha vinto un campionato di Serie D con l'Avellino.

### Allenatore
Nelle prime 26 partite della stagione 1976-1977 ha allenato il Portogruaro, in Serie D.
Nella parte finale della stagione 1977-1978 è subentrato a stagione in corso sulla panchina degli abruzzesi del Pineto, impegnati nel campionato di Serie D: nelle ultime 12 giornate di campionato conquista in totale 9 punti, conquistando 2 vittorie, 5 pareggi e 2 sconfitte, non venendo riconfermato per la stagione successiva.
Ha inoltre allenato per diversi anni a livello giovanile e nelle serie minori; ha allenato tra le altre la Primavera del Taranto e quella della Lodigiani e gli Allievi dell'Arezzo, oltre alla prima squadra della Sangiovannese (3 partite con altrettante sconfitte nella parte finale del Campionato Interregionale 1982-1983, in cui è sia subentrato a stagione in corso che esonerato prima della fine del torneo) ed a quella del Trento (in Serie C1, nella stagione 1983-1984). Nel 1989, dopo aver lasciato la guida degli Allievi dell'Arezzo, ha continuato ad allenare nei settori giovanili di vari club dilettantistici aretini.

## Palmarès

### Club

#### Competizioni nazionali
- Serie D: 1

Avellino: 1961-1962
- Serie C: 1

Trani: 1963-1964